# Vér Andor
Vér Andor, született Weisz, névváltozata: Vért (Sátoraljaújhely, 1897. augusztus 6. – Buenos Aires, 1976. március 24.) magyar költő, író, műfordító, újságíró. 

## Élete
Weisz József Lipót néptanító és Schvarcz Berta fia. Budapesten a Keleti Kereskedelmi Akadémián végzett. 1917-től tisztként harcolt az első világháborúban, 1920-tól Budapesten dolgozott magántisztviselőként. Ekkoriban jelent meg első verseskötete is. 1925 és 1927 között újságíró volt Miskolcon a Reggeli Hírlapnál. Ezután visszatért a fővárosba és ismét magántisztviselővé vált. 1931-től 1937-ig Bajcsy-Zsilinszky Endre lapjánál, a Szabadságnál dolgozott szerkesztőként. A 8 Órai Újságban jelentek meg a Horthy-korszakot bíráló szatirikus versei, ezek egy részét kötetben is kiadta. 1938-ban családjával kivándorolt Argentínába. Alkalmi munkákból élt, a haladó magyar kiadványokban jelentek meg írásai és fordításai. 1945 után írt cikkeiben a Dél-Amerikába érkezett reakciós disszidenseket ostorozta. Felesége halála után írta Sirató című versciklusát. 1963-ban hazatelepült, az Országos Fordítóiroda munkatársa lett. Latin-amerikai költőket fordított magyarra. 1969-ben Argentínába látogatott, de betegsége miatt többé már nem térhetett vissza Magyarországra.
Felesége Visnovszky Irma volt, Visnovszky Márk és Bach Malvin lánya, akivel 1924. január 20-án Budapesten kötött házasságot.

## Főbb művei
- A diadalmas élet himnusza (Budapest, 1921)
- Tisztaság (Miskolc, 1926)
- Félistenek alkonya (politikai szatírák, Budapest, 1937)
- Sirató (Buenos Aires, 1949)
- A Dunától a La Platáig (versek, Budapest, 1963)
- José Hernádez: Martin Fierro (műfordítás, Szabó Lászlóval, Buenos Aires, 1944)

## Díjai, elismerései
- Tanácsköztársasági Emlékérem